# Gritta Hesse
Gritta Hesse ist eine Bibliothekarin und Ausstellungskuratorin für das Fachgebiet Kunst.

## Leben
Gritta Hesse war als Bibliothekarin ab 1952 für die 1954 eröffnete Amerika-Gedenkbibliothek tätig. Sie baute zunächst als Mitarbeiterin von Edgar Breitenbach die Kunstabteilung auf und betreute über Jahrzehnte das Fachgebiet Kunst in der Amerika-Gedenkbibliothek.
Sie legte einen Schwerpunkt auf das Gebiet zeitgenössische Gegenwartskunst und baute die Sondersammlung „Künstler der jungen Generation“ auf; die zeitliche Begrenzung wurde auf das Geburtsjahr 1915 festgelegt. Ab 1968 gab sie ein gedrucktes Verzeichnis von Büchern, Ausstellungskatalogen und Aufsätzen der Gegenwartskunst aus der Sammlung Amerika-Gedenkbibliothek heraus. Zunächst erschienen drei Veröffentlichungen mit dem Titel „Kunst der jungen Generation“ in den Jahren 1968 (Bd. 1), 1970 (Bd. 2) und 1972 (Bd. 3). Zum 20-jährigen Bestehen der Amerika-Gedenkbibliothek erschien 1974 das Künstlerverzeichnis „Künstler der jungen Generation“ als Dokumentation mit ca. 5000 Literaturangaben und annähernd 2000 Biographien. Bis einschließlich 1988 dokumentierte sie so den Bestandsaufbau zur Gegenwartskunst.
Ab 1974 wurde die Sammlung durch Zuwendungen des Berliner Zahlenlottos um eine Diathek erweitert, Schwerpunkt lag zunächst auf Kunstdias (überwiegend Gemälde- und Baudenkmäler), später auf Dia-Serien zu Kunst und Geografie.
1983 kuratierte Gritta Hesse die Ausstellung „Gemalte Illusionen. Wandbilder an Häusern“, die 1983 in der Amerika-Gedenkbibliothek zu sehen war und gab den offiziellen Katalog zur Ausstellung heraus.

## Werke

### Herausgeberschaften
- Architekten des XX. Jahrhunderts. Literaturverzeichnis. Berlin: Amerika-Gedenkbibliothek – Berliner Zentralbibliothek, 1964.
- Kunst der jungen Generation: ein Literaturverzeichnis und biographisches Nachschlagewerk. 1. Berlin: Amerika-Gedenkbibliothek, 1968.
- Kunst der jungen Generation: ein Literaturverzeichnis und biographisches Nachschlagewerk. 2. Berlin: Amerika-Gedenkbibliothek, 1970.
- Kunst der jungen Generation: ein Literaturverzeichnis und biographisches Nachschlagewerk. 3. Berlin: Amerika-Gedenkbibliothek, 1972.
- (mit Ilse Lemke und Christa Wagner): Künstler der jungen Generation: ein Literaturverzeichnis und biographisches Nachschlagewerk. Berlin: Amerika-Gedenkbibliothek, 1974.
- (gemeinsam mit Amerika-Gedenkbibliothek): Gemalte Illusionen: Wandbilder in Berlin [Offizieller Katalog zur Ausstellung der Amerika-Gedenkbibliothek, Berliner Zentralbibliothek]. Dortmund: Harenberg, 1983.
- (mit Marie A. Bingel und Amerika-Gedenkbibliothek): Künstler der jungen Generation: Literaturverzeichnis zur Gegenwartskunst in der Amerika-Gedenkbibliothek, Berliner Zentralbibliothek. Berichtszeitraum ca. 1960–1985. München u. a.: Saur, 1987.
- (mit Marie A. Bingel): Künstler der jungen Generation; Literaturverzeichnis zur Gegenwartskunst in der Amerika-Gedenkbibliothek, Berliner Zentralbibliothek. Fortsetzung: 1986–1988. München u. a.: Saur, 1991.

### Artikel (in Auswahl)
- Sondersammlung „Künstler der jungen Generation“. Ein Sammelgebiet mit Dokumentation der Kunstabteilung. In: 25 Jahre Amerika-Gedenkbibliothek, Berliner Zentralbibliothek. Herausgegeben von Peter K. Liebenow. München u. a.: Saur, 1979, S. 173–178. ISBN 3-598-10194-5
- Die Diathek. In: 25 Jahre Amerika-Gedenkbibliothek, Berliner Zentralbibliothek. Herausgegeben von Peter K. Liebenow. München u. a.: Saur, 1979, S. 179–184. ISBN 3-598-10194-5